# Planorbella pilsbryi
Planorbella pilsbryi är en snäckart som först beskrevs av F. C. Baker 1926.  Planorbella pilsbryi ingår i släktet Planorbella och familjen posthornssnäckor. Utöver nominatformen finns också underarten P. p. infracarnata.